# Cintura di Orione

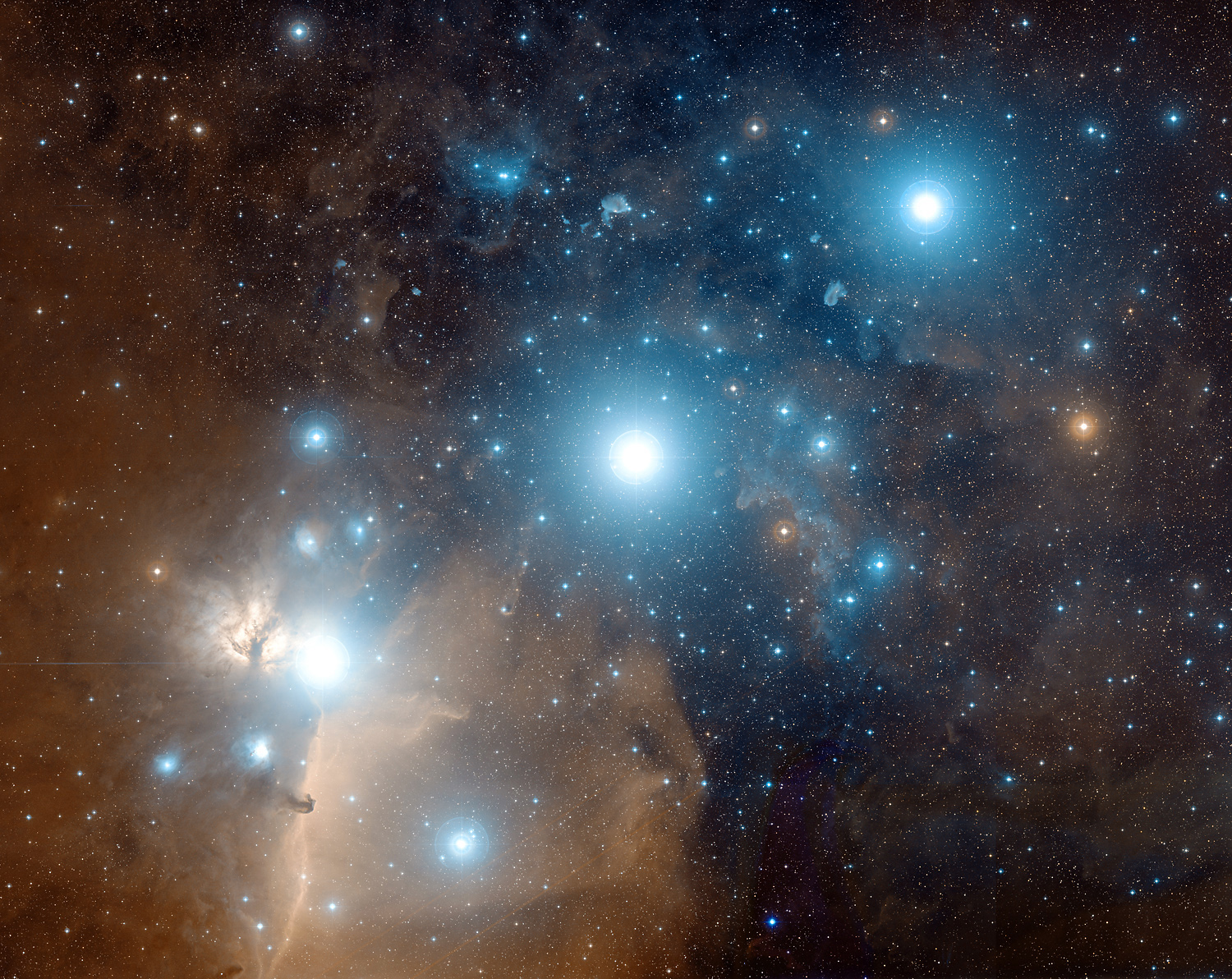
Le tre stelle della Costellazione di Orione Alnitak, Alnilam e Mintaka allineate al centro formano la Cintura.

Il termine Cintura di Orione (Cr 70) o Balteo di Orione, indica un insieme di tre stelle al centro della costellazione di Orione, che nella rappresentazione mitologica raffigura appunto la cintura del gigante cacciatore, la cui sagoma è delineata da nove stelle.
Le tre stelle della Cintura di Orione, che risultano quasi allineate su una stessa retta, sono chiamate in diversi modi a seconda della tradizione: G.E.B., i Tre Re, i Re Magi, il rastrello, i tre mercanti, i bastoni.

## Osservazione
La posizione della Cintura sulla volta celeste è quasi perfettamente a cavallo dell'equatore celeste, e ciò fa sì che questo asterismo sia visibile per intero da tutte le latitudini della Terra. Ma nel corso della storia, a causa della precessione degli equinozi, la sua posizione in cielo è cambiata notevolmente, presentandosi sempre più bassa sull'orizzonte meridionale. Infatti, dal polo nord è visibile in coincidenza dell'orizzonte o poco al di sotto di esso.
Le tre stelle che compongono la Cintura, sono chiamate Alnitak, Alnilam e Mintaka (ζ, ε e δ Ori) ed occupano uno spazio apparente di circa 3° angolari. Ed essendo un asterismo piuttosto brillante e facilmente riconoscibile nel cielo notturno, permette di individuare con facilità la costellazione di Orione, che è una figura dominante nei cieli invernali boreali e nelle notti estive australi. Ma il loro allineamento è però solo apparente, dovuto alla loro posizione rispetto al punto di vista dalla Terra: Alnitak dista 820 anni luce, Alnilam 1340 e Mintaka 915. 
Della cintura di Orione si trovano testimonianze di molti popoli antichi, situati in tutte le terre emerse del pianeta. Nella tradizione cinese, la cintura di Orione è chiamata San Xing (letteralmente i tre astri). Le tre stelle rappresentano delle divinità, i cui nomi sono Lu Xing (astro della prosperità),  Fu Xing (astro della buona sorte) e Shou Xing (astro della longevità).
Secondo una teoria piramidologica, la disposizione delle tre principali piramidi egizie costruite nella piana di Giza rispecchierebbe lo schema della cintura di Orione.
Il proseguimento in linea retta della cintura conduce ad altri oggetti del cielo, normalmente conosciuti. Verso l'alto si arriva all'ammasso delle Pleiadi e verso il basso si arriva alla stella Sirio, che è l'alfa del Cane Maggiore e anche la stella più luminosa del cielo. 

## Caratteristiche

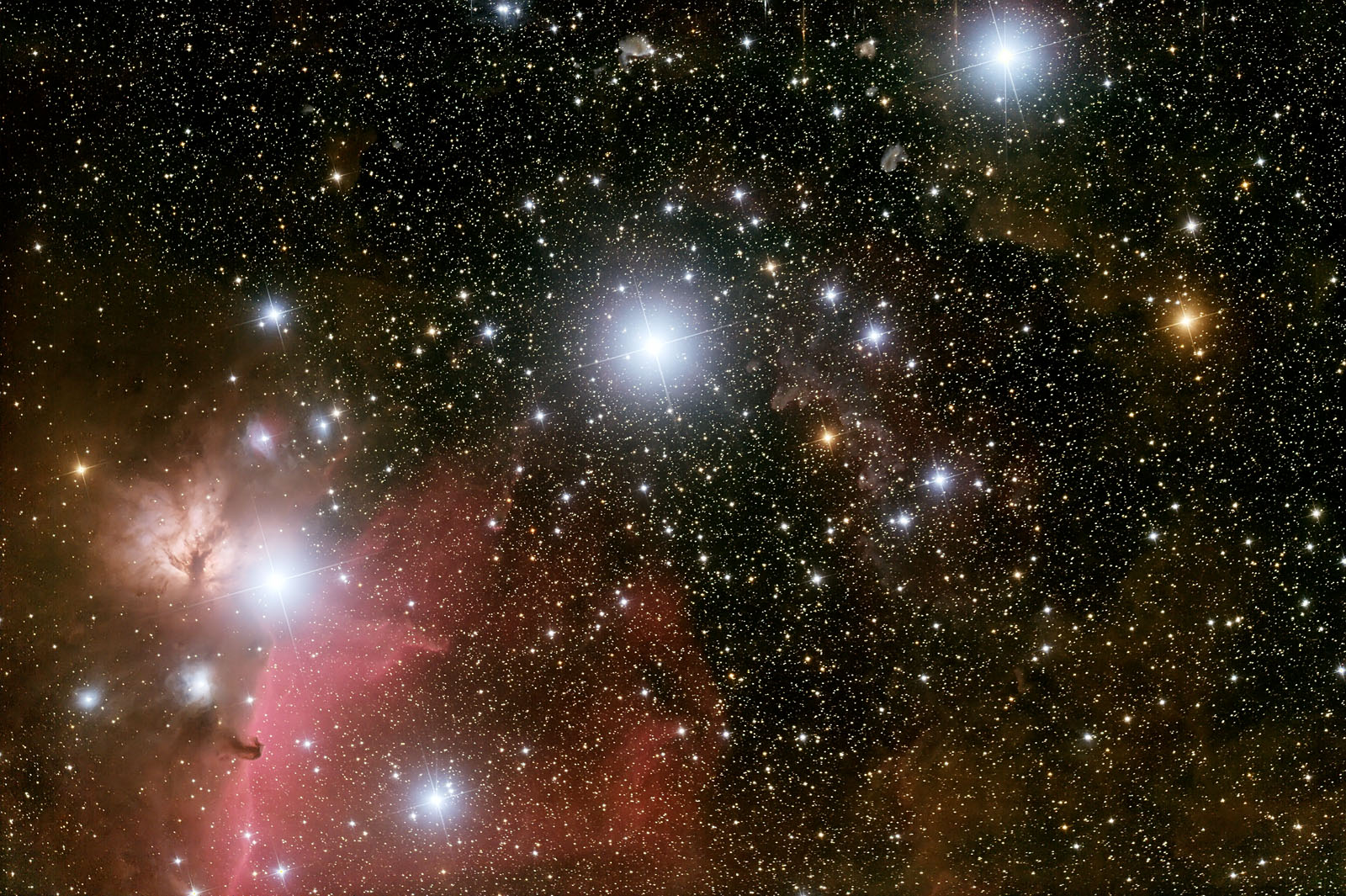
Un'altra immagine del campo stellare della Cintura di Orione.

Le tre stelle principali che costituiscono la Cintura di Orione si vedono ad occhio nudo (quella centrale, Alnilam, ha una magnitudine apparente di circa 1,7) e sono circondate da altre stelle meno luminose, tutte azzurre e giovani; questo cospicuo numero di astri farebbe parte di una grande associazione stellare, nota come Cr 70. La stella Alnilam in particolare illumina una nebulosa, nota come NGC 1990, che potrebbe essere parte della grande nebulosa da cui si è formato il gruppo. Altre nebulose, come la Nebulosa Fiamma, partono dalla parte più orientale della cintura e si dirigono verso sud, interrotte a tratti da nebulosità oscure, fra le quali spicca la famosa Nebulosa Testa di Cavallo.